# باغ‌موزه نگارستان
باغ‌موزه نگارستان دانشگاه تهران از بناهای قدیمی تاریخی تهران است که در سال ۱۲۲۲ هجری قمری (۱۸۰۷ میلادی) به دستور فتحعلی‌شاه قاجار به‌عنوان اقامتگاه تابستانی ساخته‌شد. این بنا به سبک کلاه‌فرنگی ساخته شده و دارای دو عمارت عالی به نام‌های دلگشا و تالار قلمدان است. اتاق‌هایی با درهای چوبی و دو تالار بزرگ در طرفین ساختمان مرکزی این باغ وجود دارد. این باغ دارای ۶۴ اتاق، چهار تالار، کتابخانه با چهار سالن و ۶۰۰ متر زیربناست. تالارها با آینه‌کاری، نقوش طلایی و چلچراغ‌های باارزش مزین شده است.
این باغ‌موزه به این علت نگارستان نامیده شده است که در یکی از اتاق‌های عمارت آن تعداد زیادی تابلو نقاشی، اغلب پرتره به نمایش درآمده بود. این تابلوها به‌دست هنرمندانی چون میرزا جانی نقاش، میرزابابا اصفهانی و عبدالله‌خان نقاش‌باشی کشیده شده است.
امروزه قسمت کوچکی از باغ و ساختمان کاخ بر جای مانده است و در زمین آن، ساختمان‌هایی از جمله دانشسرای عالی پیشین، سازمان مدیریت و برنامه‌ریزی کشور و وزارت فرهنگ و ارشاد اسلامی بنا شده است.
مجموعه ملک الشعرای بهار، موزه مکتب کمال الملک، تالار منیر فرمانفرمائیان که نخستین تالار موزه به نام یک زن هنرمند ایرانی محسوب می‌شود، مجموعه مجسمه مینیاتورهای مردم‌شناسی جهانگیر ارجمند، سردیس فردوسی، مجموعه و تالار محمود روح الامینی، مجموعه آثار مینیاتور و معرق چرم استاد علی اسفرجانی، دیوار صف سلام فتحعلیشاهی، اتاق کاشی‌های باغ نگارستان،و موزه مجموعه آثار قلمزنی روی نقره اهدایی غلامعلی ملول که تعداد دو اثر قلم‌زنی از محمد مهدی باباخانی در آن نگهداری می‌شود.
کافه رستوران روحی از اماکن موجود در باغ موزه نگارستان هستند.

## تاریخچه
این بنا و باغ آن در سال ۱۲۲۲ هجری قمری (۱۸۰۷ میلادی) ساخته شد و در زمان ساخت خارج از محدوده شهر تهران قرار داشت. فتحعلی شاه، به این باغ علاقه ویژه‌ای نشان می‌داد و اغلب مدتی از تابستان را در این باغ به سر می‌برد. به‌همین جهت، به ساختمان‌ها و تزئینات آن می‌افزود؛ به‌طور مثال، به دستور او گلخانه بزرگی در ضلع شمالی باغ احداث شد که به نارنجستان شهرت یافت.
فتحعلی‌شاه، وقتی عازم سفر می‌شد، ابتدا به این باغ عزیمت می‌کرد و بعد از تعیین ساعت سعد برای روز حرکت، سفر خود را آغاز می‌نمود. در آن روز، روحانیان، شاهزادگان و رجال به این باغ می‌آمدند، برای سلامت شاه دعا می‌کردند و احیاناً هدایایی تقدیم می‌نمودند.
در سال ۱۲۸۴ قمری که ناصرالدین‌شاه بر گسترهٔ شهر تهران افزود، این بنا در داخل حصار جدید قرار گرفت و پس از بنای کاخ‌های صاحب‌قرانیه و سلطنت‌آباد، این باغ در اختیار نهادهای حکومتی قرار گرفت.
این باغ محدود است از باختر به خیابان صفی‌علی‌شاه، از خاور به خیابان دروازه شمیران، از جنوب به میدان بهارستان و از شمال به خیابان آتشکده (علایی) و محل سابق دانشکدهٔ ادبیات. در قسمت جنوب غربی آن ساختمان سازمان برنامه و بودجه قرار دارد.
در ۱۳۰۴ ه‍.ق این باغ به مدت یک سال به وزارت عدلیه اختصاص داده‌شد. در زمان مظفرالدین‌شاه، پس از سفر به فرنگ و بازدید از مدرسهٔ فلاحت امپراتوری در مسکو، اولین مدرسهٔ فلاحت ایران با استخدام یک بلژیکی در این باغ دایر شد. کمی بعد در بناهای جنوبی باغ، مدرسهٔ مستظرفه به ریاست کمال‌الملک تأسیس شد.
با گذشت زمان از آن‌جا که این باغ دیگر جزو بناهای سلطنتی نبود، رو به ویرانی رفت، تا این که در سال ۱۳۰۷ هجری خورشیدی، وزارت معارف در این محل سه بنای بزرگ ساخت و به دارالمعلمین عالی اختصاص داد. برای این کار از معمار و مهندس روسی مقیم ایران، نیکلای مارکف کمک گرفته‌شد. سپس با رعایت اصول معماری ایرانی، نقشهٔ تبدیل عمارت به دارالمعلمین تهیه گردید. باغ نگارستان نیز به دست سید علی‌اکبر باغبان طراحی شد. دبیرستان علمیه نیز تا سال ۱۳۱۱ ه‍.خ در یکی از این سه بنا دایر بود. با تأسیس دانشسرای عالی در خرداد ۱۳۱۱ ه‍.خ تمام بناها به این دانشسرا اختصاص یافت.

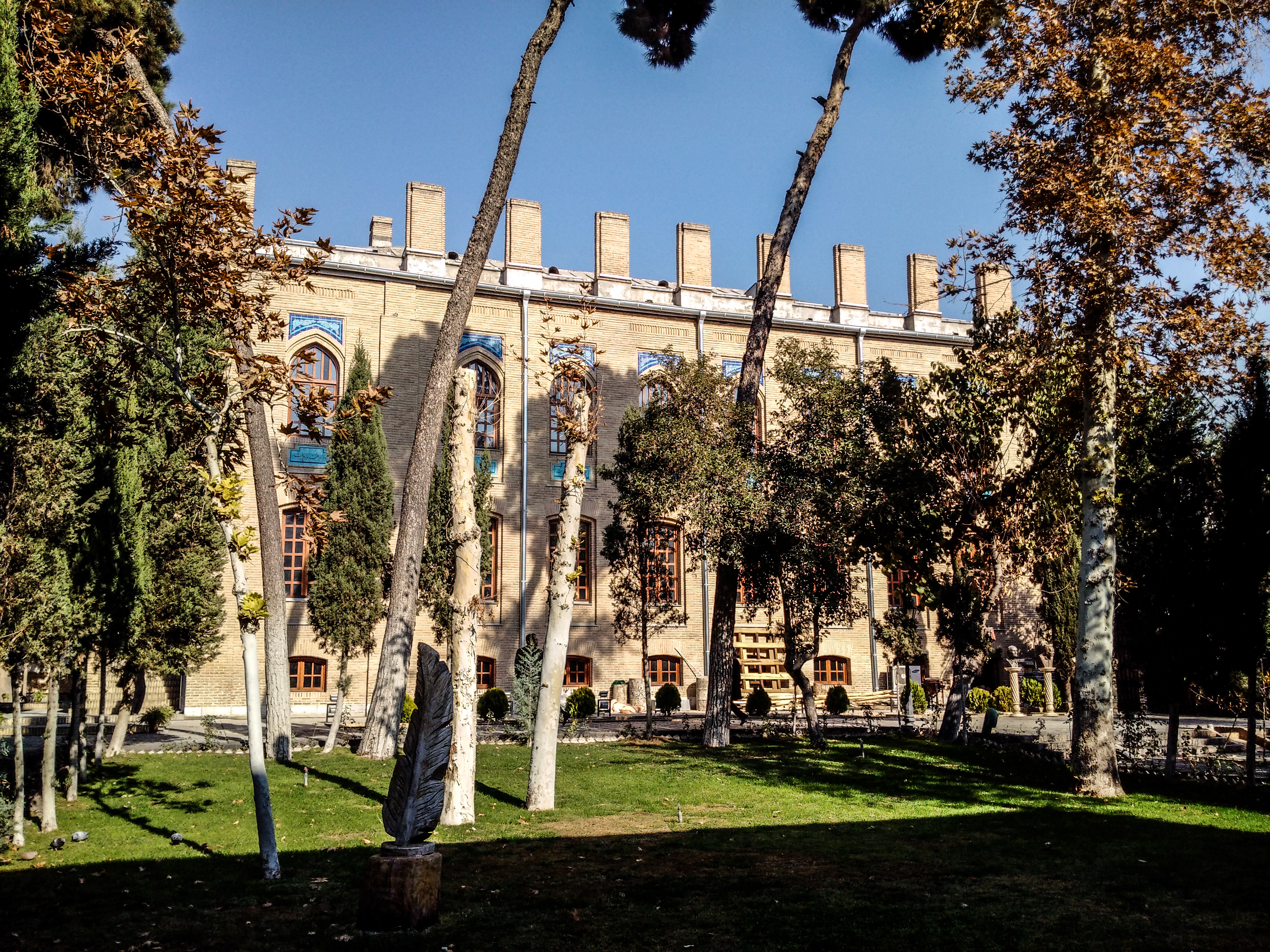
ساختمان دارالمعلمین عالی

در ۱۳۱۵ ه‍. خ، کتاب‌خانهٔ دانشسرای عالی ساخته شد که معاونت آن را پروین اعتصامی به‌عهده داشت. در ۱۳۳۵، مؤسسۀ لغت‌نامه دهخدا، کلاس‌های زبان‌های خارجی، جغرافیا و کلاس‌های عمومی دانشکده ادبیات دایر شد. در ۱۳۳۷ نیز مؤسسۀ تحقیقات اجتماعی در این مکان آغاز به کار کرد.
از ۱۳۴۱ تا ۱۳۷۰ ه‍.خ دانشکده علوم اجتماعی در این محل دایر بود و پس از انتقال آن، زمانی که در ۱۳۷۱ قصد واگذاری و تخریب آن را داشتند، روح‌الامینی مقاله‌ای با عنوان حسب حال‌ در روزنامه اطلاعات نوشت و به واگذاری و تخریب آن اعتراض کرد. این محل نزدیک به دو سال متروکه بود، تا این که در آبان ۱۳۷۴ حسن حبیبی، معاون اول رئیس‌جمهور وقت، از این مکان دیدن و یکی از کارشناسان میراث فرهنگی به نام مهندس دانشور را برای تهیه نقشه و بازسازی باغ معرفی کرد. او نیز با هماهنگی دانشگاه، نقشه اولیه را به دست آورد و تغییرات انجام شده را اصلاح کرد.

## وقایع مهم
اتفاقات تاریخی متعددی در این باغ رخ داده است که برخی از آن‌ها عبارتند از:
- محمدشاه در باغ نگارستان بر روی تخت طاووس قاجاری تاج‌گذاری کرد.[۴]
- میرزا ابوالقاسم قائم‌مقام ملقب به قائم مقام فراهانی، وزیر محمدشاه قاجار، در ماه صفر ۱۲۵۱ هجری قمری در زیرزمین عمارت دلگشا کشته شد.[۴]
- در سال ۱۳۰۴ هجری قمری به عنوان وزارت عدلیه نامیده شد.
- نخستین مدرسه فلاحت در زمان مظفرالدین‌شاه در سال ۱۳۱۸ هجری قمری (۱۲۷۹ هجری خورشیدی) توسط داشر اتریشی در این مکان تأسیس شد.
- مدرسهٔ صنایع مستظرفه در زمان وزارت ابراهیم حکیم‌الملک تحت ریاست کمال‌الملک در سال ۱۳۲۹ هجری قمری (۱۲۹۵ هجری خورشیدی) در عمارت حوضخانه گشایش یافت.
- در سال ۱۳۱۰ هجری خورشیدی به عنوان محل دایمی دارالمعلمین و دانشسرای عالی در نظر گرفته شد. بدین ترتیب دو دانشکدهٔ مهم ادبیات و علوم اجتماعی در آن‌جا تشکیل شد.
- اولین فرهنگستان ایران در سال ۱۳۱۴ هجری خورشیدی در اتاق شورای دانشسرا شکل گرفت.
- از سال ۱۳۳۵ هجری خورشیدی به ترتیب مؤسسهٔ لغت‌نامهٔ دهخدا، مؤسسهٔ جغرافیا و مؤسسهٔ زبان‌های خارجی در این‌جا به فعالیت علمی خود ادامه دادند.
- در سال ۱۳۳۷ هجری خورشیدی باغ نگارستان به مؤسسهٔ تحقیقات اجتماعی واگذار شد.
- پژوهشکدهٔ فرهنگ و هنر در سال ۱۳۷۷ هجری خورشیدی در باغ نگارستان مستقر شد. در سال ۱۳۸۱ هجری خورشیدی این پژوهشکده به مؤسسهٔ پژوهشی فرهنگ و هنر تغییر نام یافت.

## بی‌مهری به باغ نگارستان
باغ نگارستان، یکی از باغ‌های مشهور تهران در روزگار قاجار، متأسفانه آن چنان‌که شایسته این مکان بود، مورد توجه قرار نمی‌گرفت و در دوره‌های مختلف مورد بی مهری واقع می‌شد. بخشی از این بی‌توجهی به دلیل تمرکز نهادهای اداری در کاخ گلستان و حضور شاه در آن جا و توجه به کاخ‌های شمال شهر مانند صاحبقرانیه بوده است. ضمن آن که در پیرامون باغ نگارستان رجال دیوانسالار در محله دولت برای خود باغ و کاخ ساختند: مانند بهارستان، مسعودیه و …
با استناد به روزنامه خاطرات اعتماد السلطنه می‌توان نتیجه گرفت که باغ نگارستان مورد توجه ناصرالدین شاه نبوده است، اعتمادالسلطنه می‌نویسد: (صبح در خانه رفتم. شاه فرمودند عصر نگارستان تشریف خواهند برد، در صورتی که البته هشت نه سال است که نگارستان تشرف نبردند. نگارستان باغ بی‌صفا نبود) (۱۳۸۵، ص ۵۱۸) حدود یک صد سال پی از احداث، باغ به وضعی افتاده بود که از شرایط نا مطلوب بر تالارها این گونه یاد شده است: (جای خیلی افسوس است که عمارت به این خوبی و تصاویر اشخاص بزرگ عهد خاقان مغفور عنقریب مضمحل و منهدم خواهد شد. این اتاق قابل دیدن و تاریخی است، هزار حیف که رو به انهدام است و تعمیر نمی‌شود. عمارت‌های زیاد در نگارستان است که همه خراب و ویران شده است (فرید الملک همدانی، ۱۳۵۴، ص 204)

## بخش‌های مختلف باغ
- موزهٔ مکتب کمال الملک (شامل تالار ملک الشعرای بهار، تالار علی اسفرجانی، تالار جهانگیر ارجمند، تالار دیوار فتحعلیشاهی صف سلام)

«مکتب کمال‌الملک» اصطلاحی است برای توصیف آثار شاگردان کمال‌الملک و پیروان راه و روش او. مجموعه شاگردان استاد کمال‌الملک، بالغ بر ۷۰ تن می‌شوند که بیش از ۵۰ نفر آنان، به مراتب والای هنر دست یافتند.
به جهت طرح پیشنهادی موزه مکتب کمال الملک و انتخاب باغ موزه نگارستان به جهت سابقه فعالیت مدرسه صنایع مستظرفه در این مکان و با همت سازمان زیباسازی شهرداری تهران خوشبختانه تعدادی از مهم‌ترین آثار شاگردان برجسته مکتب کمال‌الملک خریداری شد. البته این آثار منحصر به دو نسل از پیروان این مکتب است که بخش عمده آن شاگردان مستقیم استاد و بخش دیگر را شاگردان مدرسه کمال‌الملک (نسل دوم) شامل می‌شوند.
- تالار منیر شاهرودی فرمانفرمائیان

نمایشگاه حاضر شامل ۵۱ اثر ارزنده از این هنرمند است که توسط وی در نشستی با حضور محمود نیلی احمدآبادی رئیس دانشگاه تهران، وقف مجموعه باغ موزه نگارستان دانشگاه تهران شد. این آثار به دلیل سبک خاص آن که نوعی از انتزاع هندسی است، ترکیبی از طرح‌های سنتی اسلامی و مدرن به‌شمار می‌رود. هم‌چنین ترکیب نقاشی‌های پشت‌شیشه‌ای سنتی، آینه‌کاری و اصول هندسه اسلامی توانسته با یک درک مدرن هنری، به این آثار امتیاز ویژه‌ای ببخشد. این نمایشگاه در ۲۴ آذر ۹۶ با حضور منیر شاهرودی فرمانفرمائیان، مسئولان، جمعی از هنرمندان و دوستداران هنر افتتاح شد و در معرض بازدید عموم قرار گرفت.
- گالری اعتماد

## نگارخانه

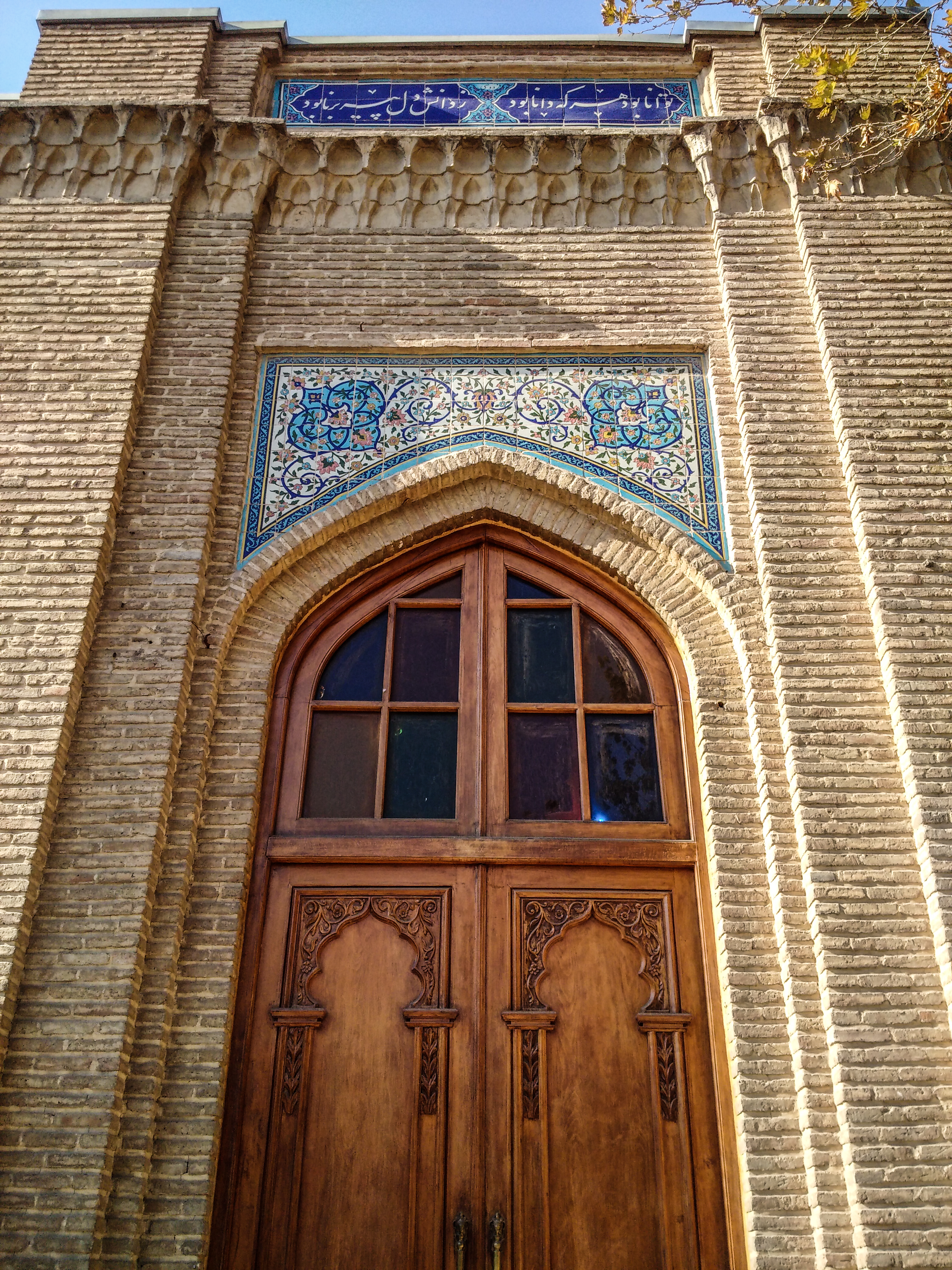
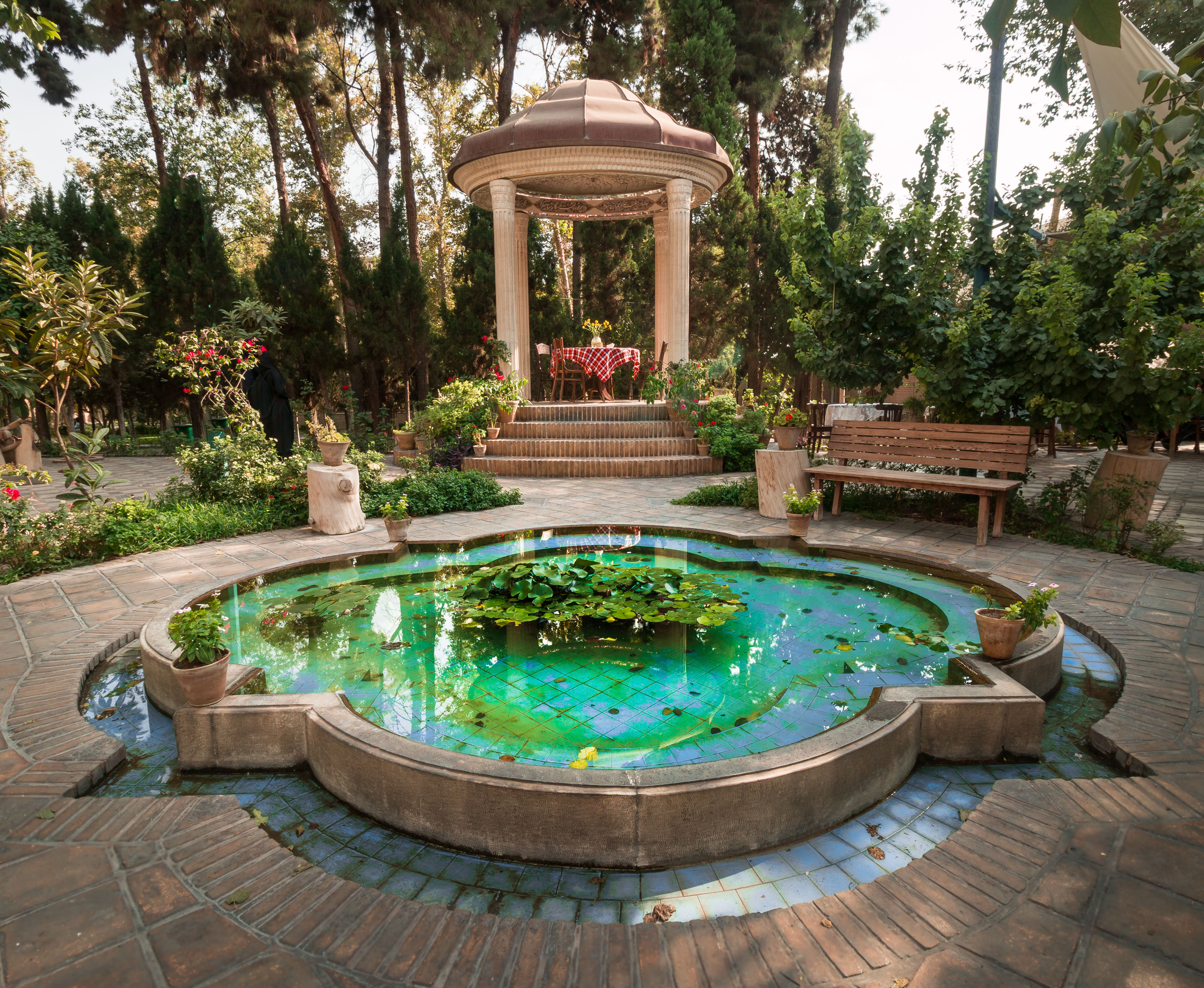
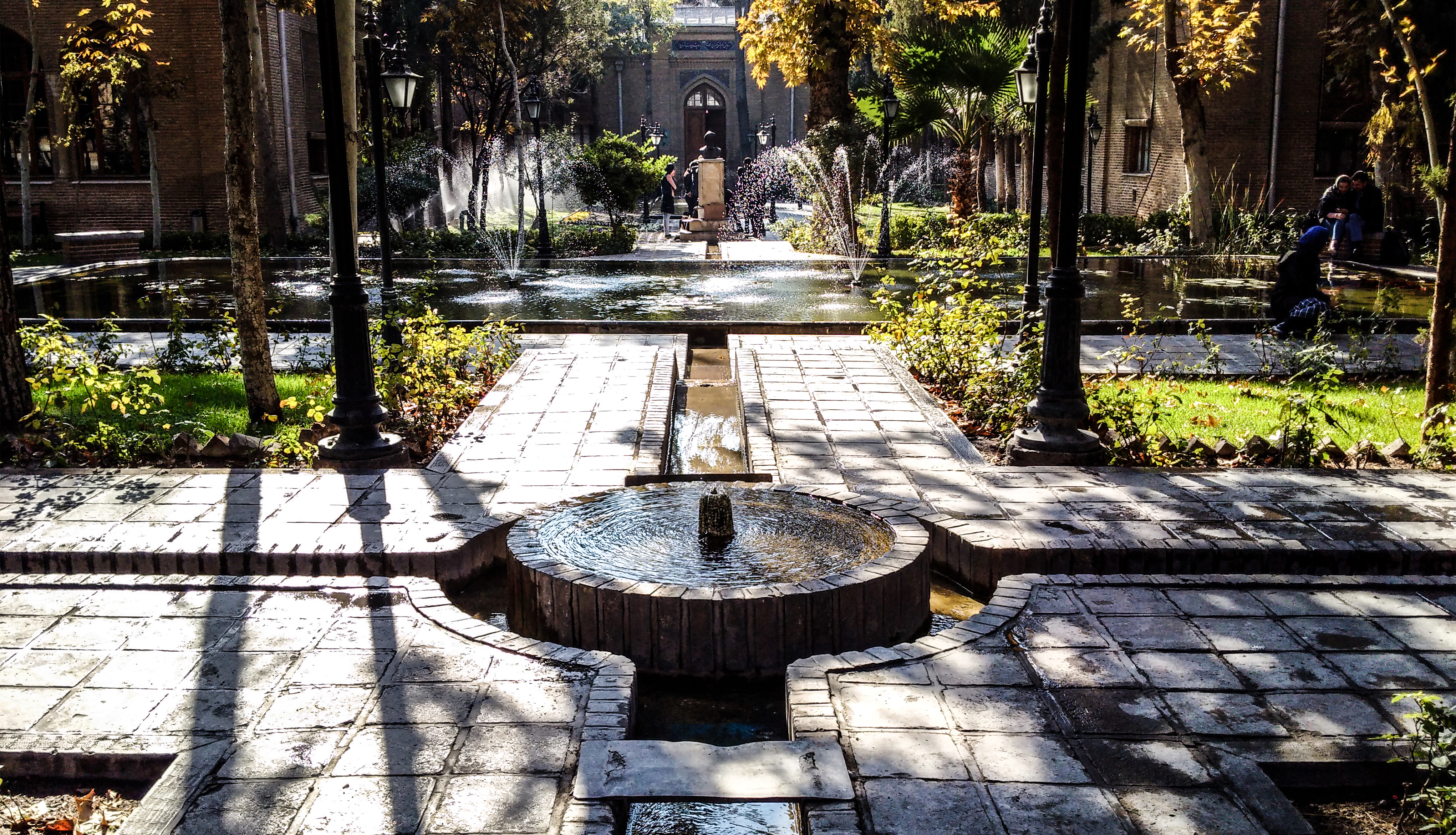
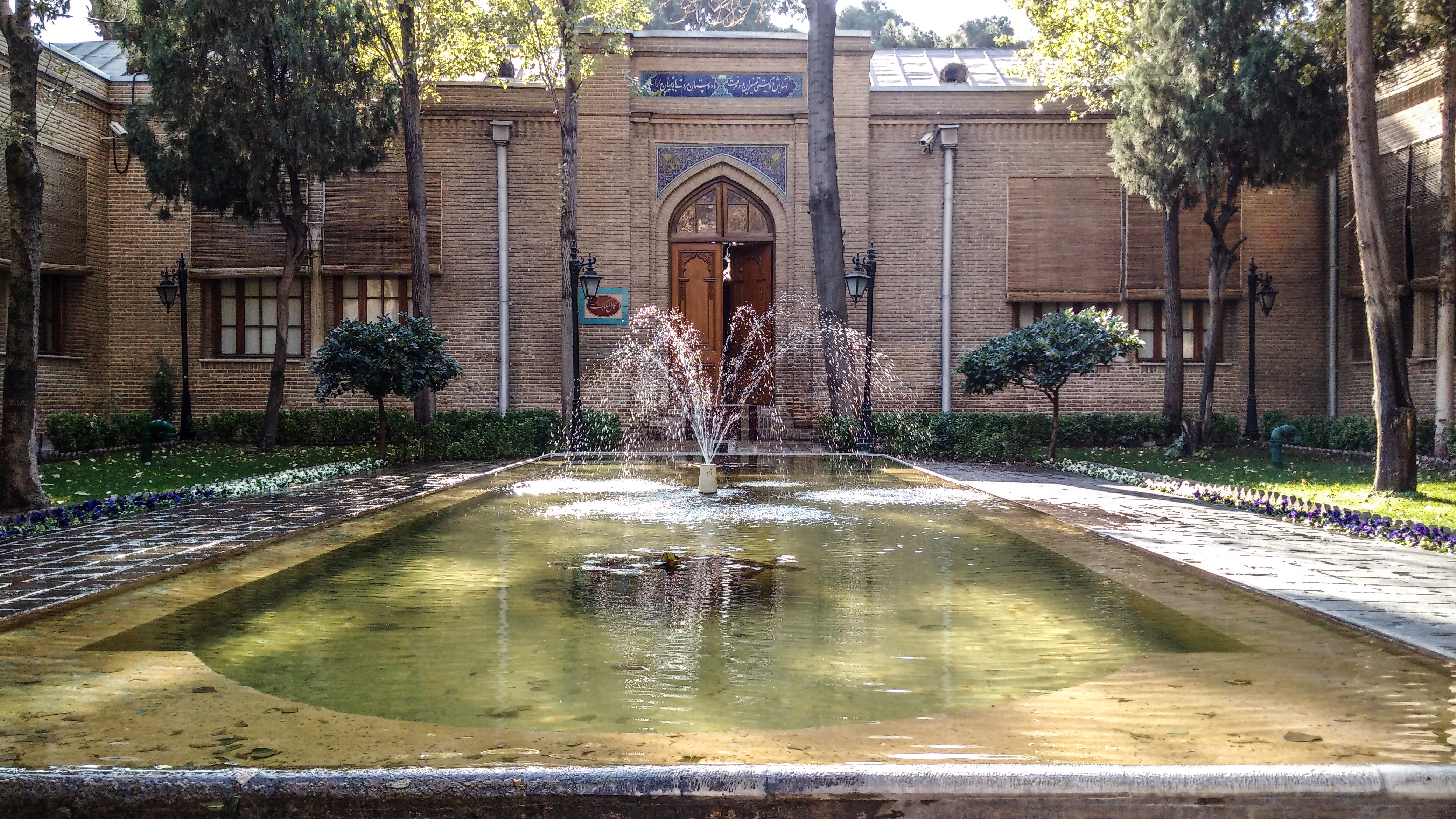
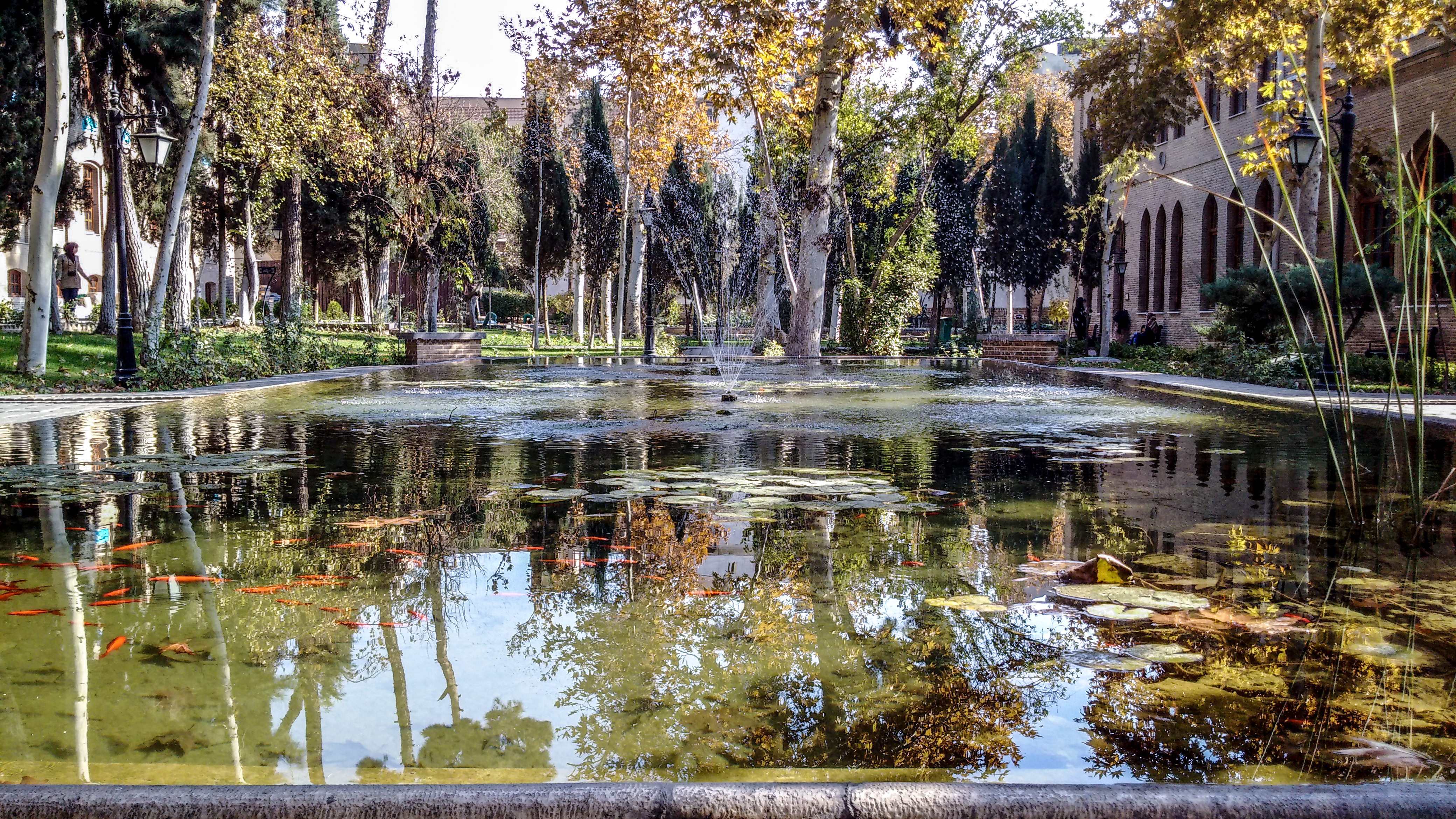
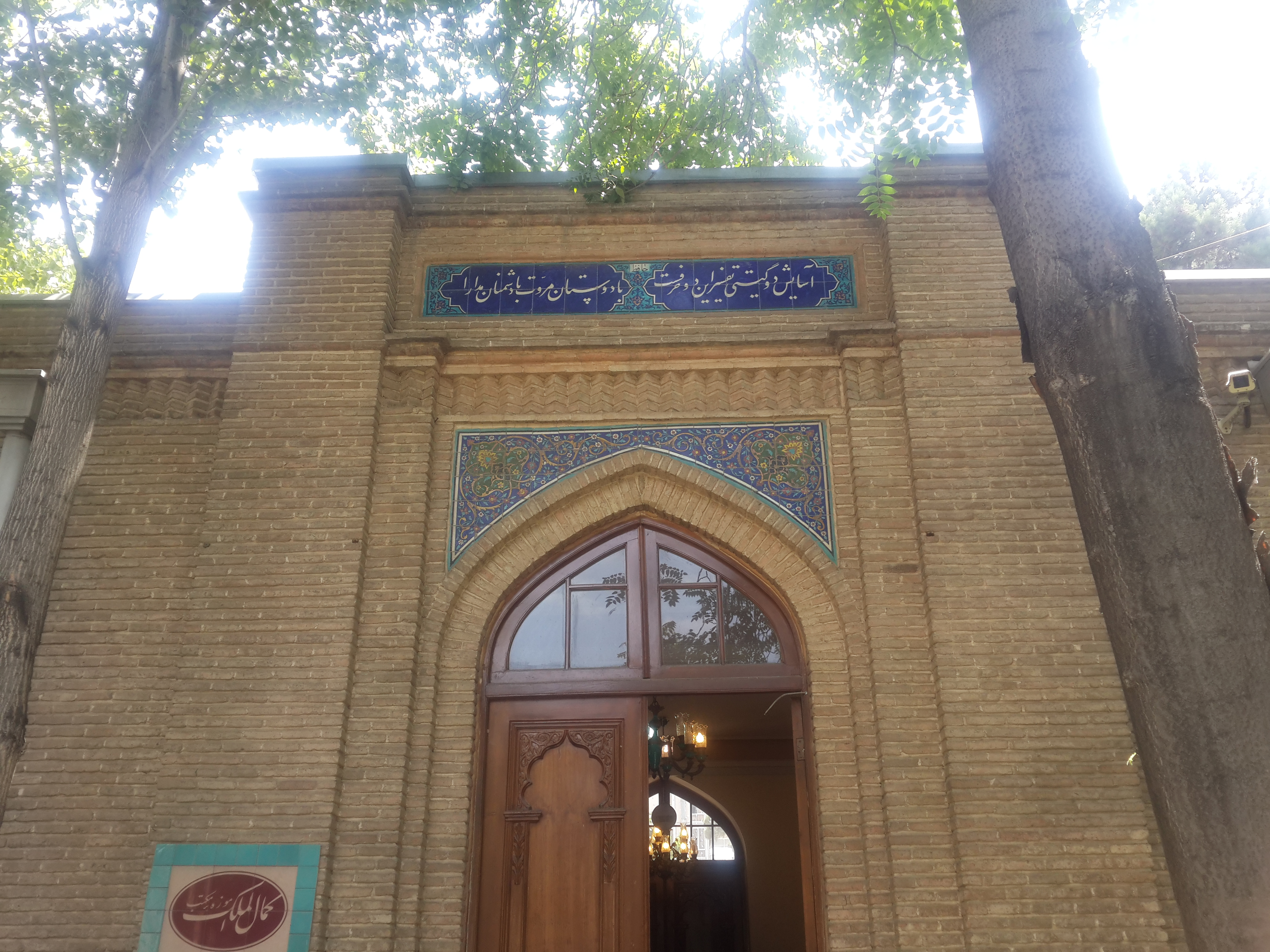
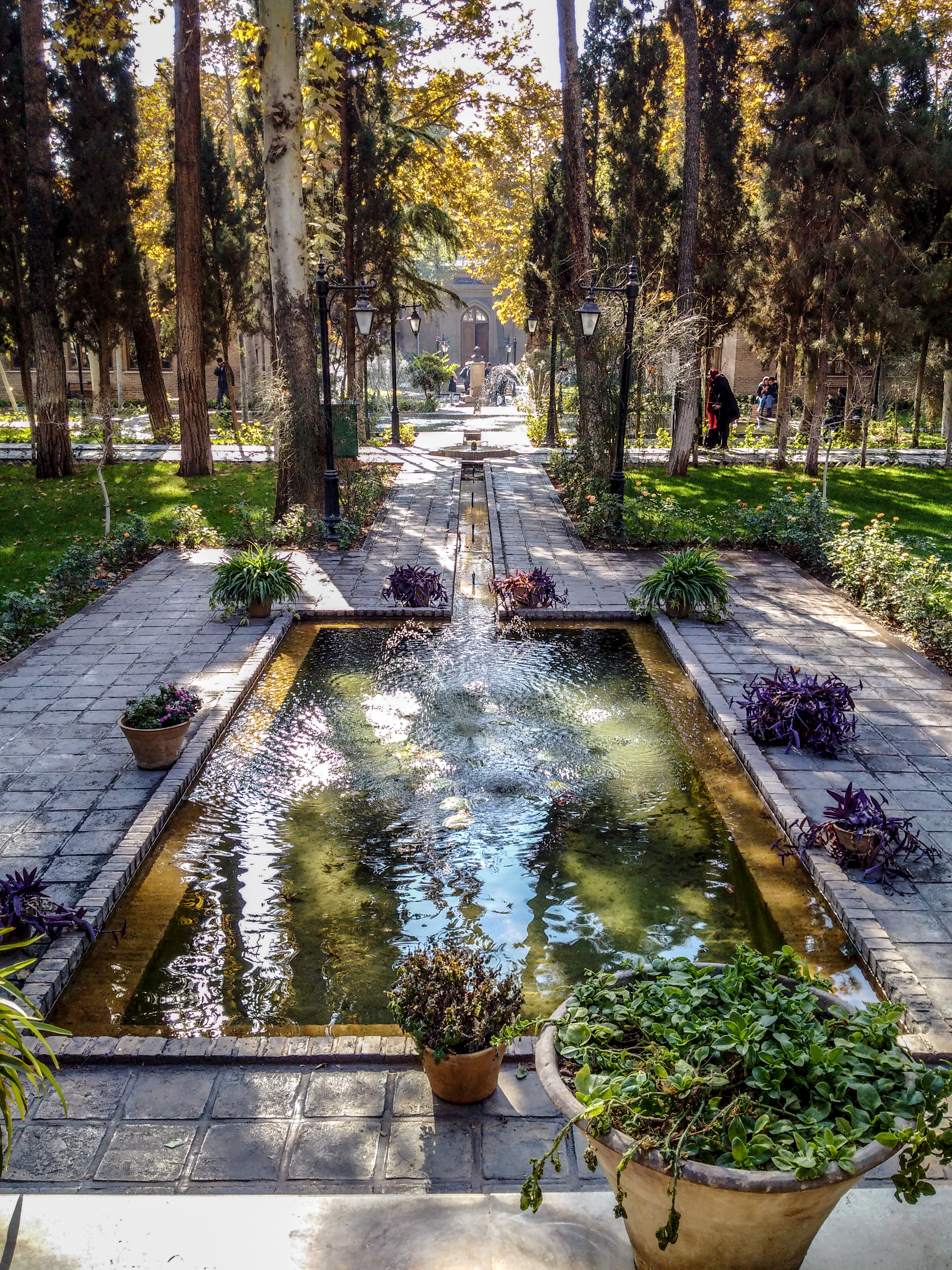
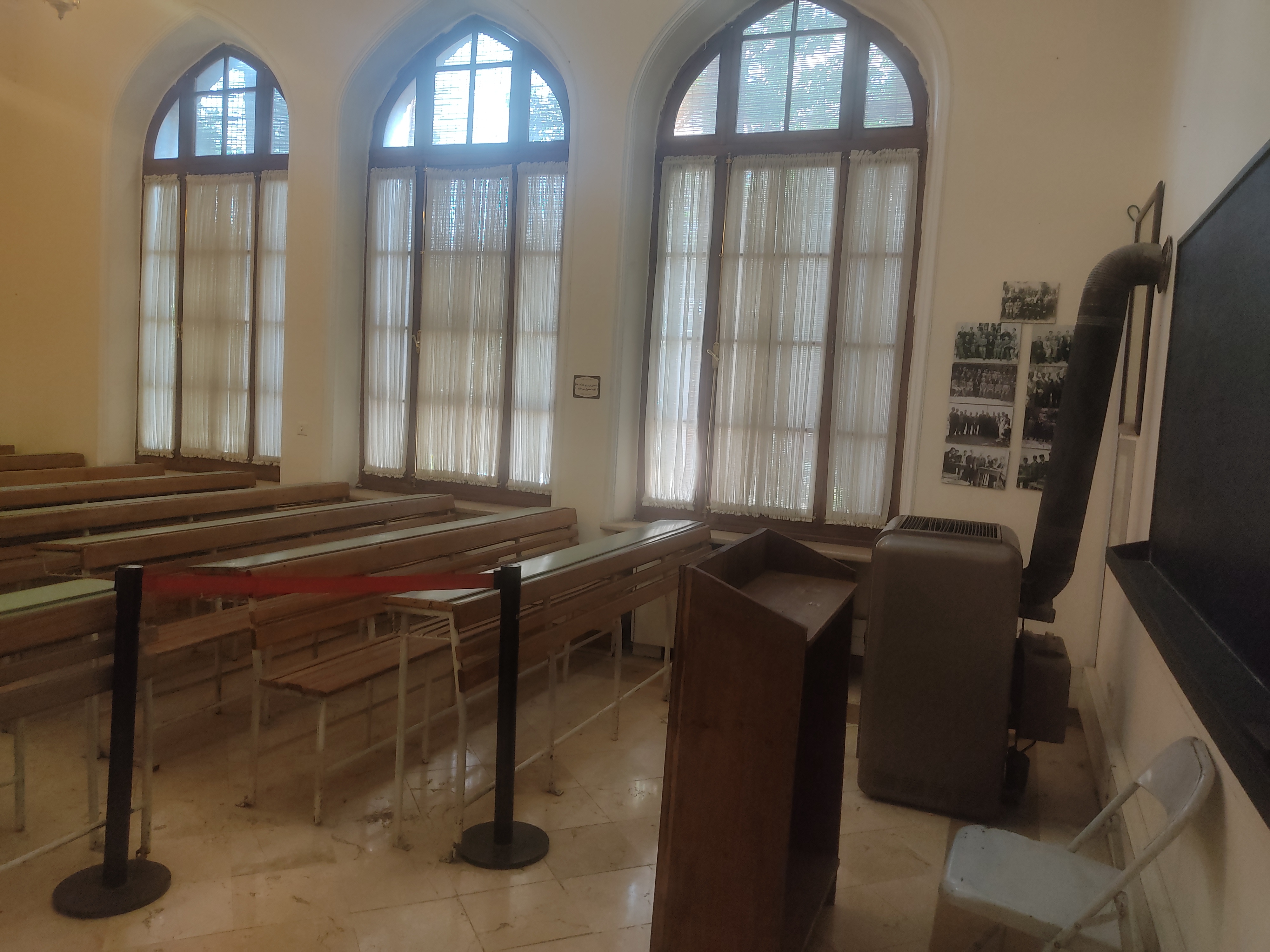
یکی از کلاس‌های دانشسرای عالی

## نشانی
میدان بهارستان، جنب متروی بهارستان، خیابان دانشسرا، خیابان شریعتمدار رفیع

## ساعت بازدید
ساعت کاری مجموعه باغ موزه نگارستان:
- مجموعه موزه‌ها: از ساعت۱۰ تا ۱۸
- محوطه باغ: از ساعت ۹ تا ۲۰
- کافه: از ساعت ۱۲ تا ۲۰

روزهای بازدید:
همه روزه به‌جز دوشنبه‌ها و ایام سوگواری

## شرایط بازدید
- دوشنبه‌ها و ایام سوگواری مجموعه موزه‌های باغ تعطیل است اما امکان بازدید از فضای سبز و محوطه باغ نگارستان فراهم می‌باشد.
- بلیت ورودی برای اساتید، دانشجویان و کارکنان دانشگاه تهران رایگان است.
- برای سایر گروه‌های دانشجویی و دانش‌آموزی با هماهنگی پیشین و ارائه درخواست کتبی به باغ‌موزه نگارستان نیم‌بها می‌باشد.